# Municipio de El Adelanto
Municipio de El Adelanto är en kommun i Guatemala.   Den ligger i departementet Departamento de Jutiapa, i den södra delen av landet, 90 km sydost om huvudstaden Guatemala City.